# NO MORE PAIИ
『NO MORE PAIИ』（ノー モア ペイン）は、日本の男性アイドルグループ、KAT-TUNの5枚目のオリジナル・アルバム。

## 概要
前作から約1年ぶりのリリースとなるアルバム。アメリカで活動中の赤西仁は参加しておらず（「Love yourself 〜君が嫌いな君が好き〜」、「THE D-MOTION」はシングル音源のため6人歌唱）、ソロ曲も赤西以外の5人のものが収録されている。
初回盤にはDVDが付属しており、アルバムリード曲「N.M.P. (NO MORE PAIN)」のPVとメイキング映像が収録。通常盤には「HELLO」がボーナス・トラックとして収録されている。また、2010年5月12日に発売されたシングル『Going!』と本作の通常盤の両方を購入した人の中から、応募抽選によりイベント〈KAT-TUN 2010 Summer Premium〉に招待されるキャンペーンが行われた。

## 収録曲

### CD
※シングル曲の詳細はそのページを参照。
1. N.M.P. (NO MORE PAIN) (3:52)
作詞：MASANCO / SEAN-D　RAP詞：JOKER　作曲：STEVEN LEE　編曲：STEVEN LEE / Yukihide "YT" Takiyama　オーケストラアレンジ：SACHIKO MIYANO
2. Love yourself 〜君が嫌いな君が好き〜 (3:50)
作詞：ECO　RAP詞：JOKER　作曲：TATSUGOO　編曲：TAKU YOSHIOKA
  - 11thシングル
3. FARAWAY (4:07)
作詞：MASANCO　作曲：DYCE TAYLOR / KING OF SLICK　編曲：KING OF SLICK
4. THE D-MOTION (3:54)
作詞：ECO　English Lyrics Coordinated by Jin Akanishi　　作曲:OSCAR HOLTER / JAKKE ERIXSON / THOMAS HARALDSSON / JUNIOR H JOHANSSON　編曲：OSCAR HOLTER / JAKKE ERIXSON
  - 11thシングルカップリング
5. RIGHT NOW (3:47)
作詞：ECO　RAP詞：JOKER　作曲：STEVEN LEE　編曲：STEVEN LEE
  - KAT-TUN出演 エム・ティー・アイ デコともDX CMソング
6. ROCKIN' ALL NITE (3:55)
作詞：MASANCO　RAP詞：JOKER　作曲：SYNCHRONIZE　編曲：DREADSTORE COWBOY
7. Going! (4:06)
作詞：ECO　RAP詞：JOKER　作曲：SHUSUI / SAKOSHIN　編曲：TAKU YOSHIOKA
  - 12thシングル
8. SWEET (4:16) - 亀梨和也
作詞：n　作曲：TAKASHI OGAWA　編曲：GYO KITAGAWA
9. LOVE MUSIC (4:28) - 田口淳之介
作詞：JUNNOSUKE TAGUCHI　作曲・編曲：NAO
10. MAKE U WET -CHAPTER 2-  (3:36) - 田中聖
作詞：JOKER　作曲・編曲：NAO TANAKA
11. RABBIT OR WOLF? (3:56) - 上田竜也
作詞・作曲：TATSUYA UEDA　編曲：EIJI KAWAI
12. FILM (4:12) - 中丸雄一
作詞：YUICHI NAKAMARU / T-OGA　作曲：KING OF SLICK / MAGNUS FUNEMYR　編曲：KING OF SLICK
13. PROMISE SONG (5:25)
作詞・作曲：KATSUHIKO KUROSU　編曲：KAORU OKUBO
14. HELLO (3:32)
作詞：M.U.R. / SEAN-D　作曲：ALFRED TUOHEY / THANH BUI / JASON WORTHY　編曲：JASON WORTHY
通常盤のみ収録。

### DVD
※初回限定盤のみ
1. N.M.P. (NO MORE PAIN)（ビデオ・クリップ＋メイキング）
このディスクにはPVやメイキングの様子が収録されている[1]。